# Ném đá

Một bản đồ cho thấy các quốc gia nơi ném đá công khai là hình thức trừng phạt tư pháp hoặc phi pháp.

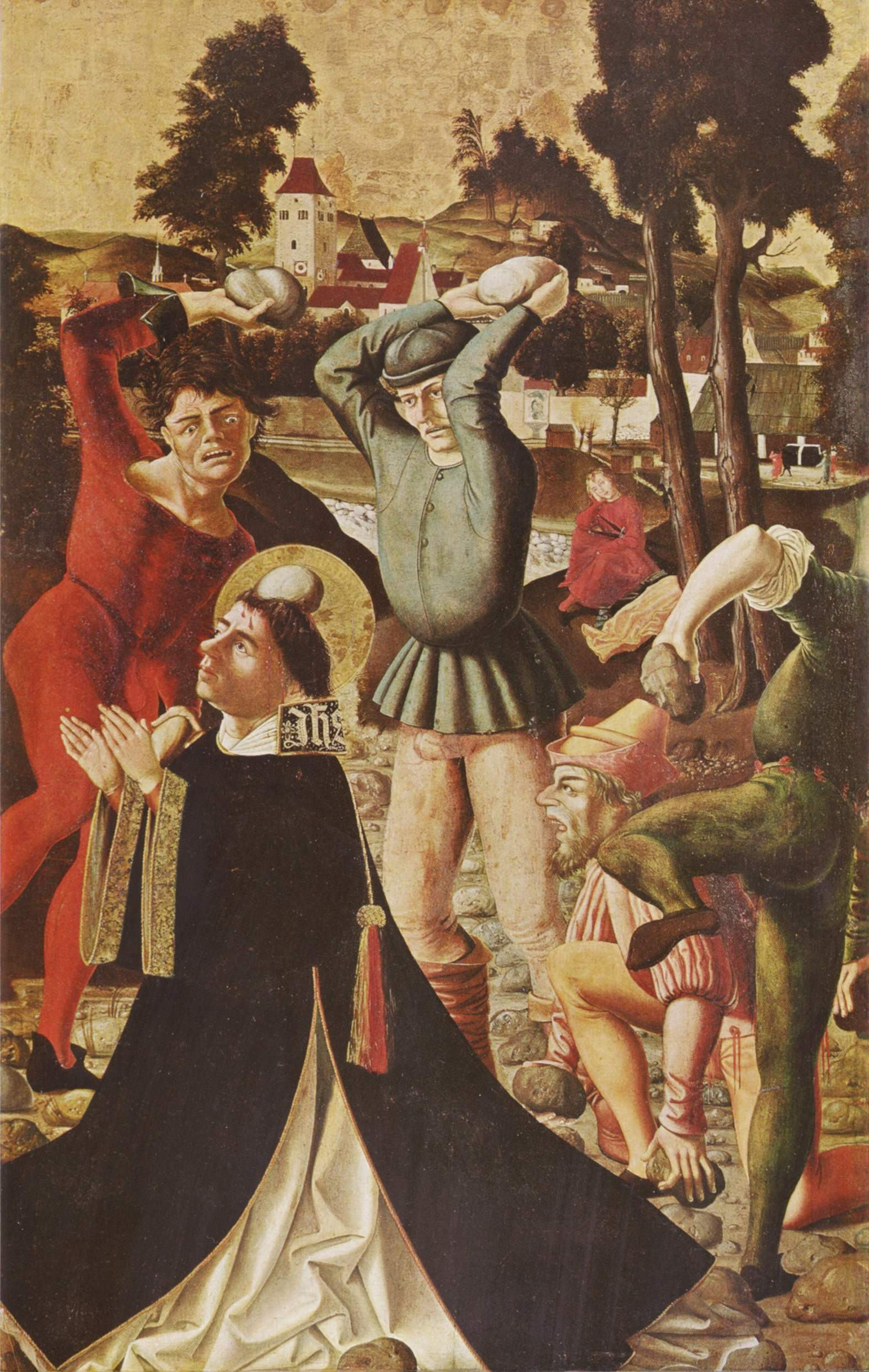
Stêphanô, thánh tử đạo đầu tiên của Kitô giáo, được vẽ vào năm 1506 bởi Marx Reichlich (1460-1520) (Pinakothek của Munich)

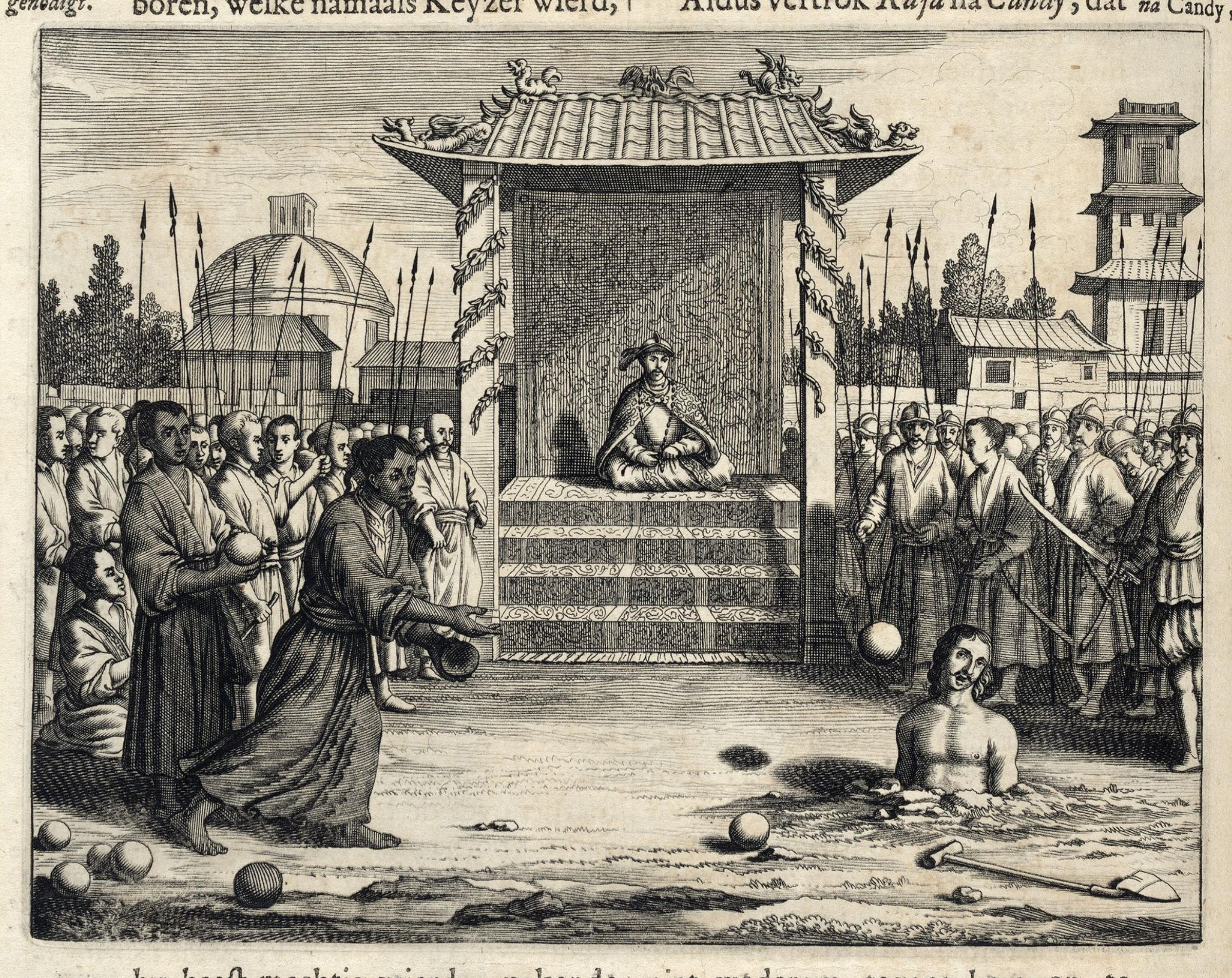
Virasundara bị ném đá đến chết theo lệnh của Rajasinha II của Kandy (Sri Lanka, khoảng năm 1672)

Ném đá là một phương pháp tử hình trong đó một nhóm người ném đá vào người cho đến khi đối tượng chết vì chấn thương cùn. Nó đã được chứng thực như một hình thức trừng phạt cho những hành vi sai trái nghiêm trọng từ thời cổ đại. Việc áp dụng nó trong một số hệ thống pháp lý đã gây ra tranh cãi trong những thập kỷ gần đây.
Torah và Talmud quy định ném đá là hình phạt cho một số hành vi phạm tội. Trong nhiều thế kỷ, Do Thái giáo Rabbinic đã phát triển một số hạn chế về thủ tục khiến cho các luật này thực tế không thể thực thi được. Mặc dù ném đá không được đề cập trong Kinh Qur'an, luật học Hồi giáo cổ điển (fiqh) đã áp đặt ném đá như một hình phạt hadd (mô tả trong sharia) đối với một số hình thức zina (giao hợp bất hợp pháp) trên cơ sở của hadith (những lời nói và hành động được gán cho nhà tiên tri Hồi giáo Muhammad). Nó cũng phát triển một số yêu cầu về thủ tục khiến zina hầu như không thể chứng minh trong thực tế.
Ném đá dường như là phương pháp trừng phạt tư bản tiêu chuẩn ở Israel cổ đại. Việc sử dụng nó được chứng thực trong thời kỳ đầu của Kitô giáo, nhưng các tòa án Do Thái thường tránh ném đá các câu trong thời gian sau đó. Chỉ có một vài trường hợp cô lập về ném đá hợp pháp được ghi lại trong lịch sử tiền hiện đại của thế giới Hồi giáo. Luật hình sự của hầu hết các quốc gia đa số Hồi giáo hiện đại đã bắt nguồn từ các mô hình phương Tây. Trong những thập kỷ gần đây, một số quốc gia đã chèn các hình phạt ném đá và các hình phạt hudud (pl. Of hadd) khác vào bộ luật hình sự của họ dưới ảnh hưởng của các phong trào Hồi giáo. Những luật này có tầm quan trọng đặc biệt đối với những người bảo thủ tôn giáo do nguồn gốc kinh điển của họ, mặc dù trong thực tế, chúng đã đóng một vai trò mang tính biểu tượng và có xu hướng rơi vào tình trạng không sử dụng được.
Trong thời gian gần đây, ném đá là một hình phạt hợp pháp hoặc theo thông lệ ở Các Tiểu vương quốc Ả Rập Thống nhất, Iraq, Qatar, Mauritania, Ả Rập Saudi, Somalia, Sudan, Yemen, miền bắc Nigeria, Afghanistan, Brunei và các bộ lạc của Pakistan, bao gồm cả phía tây bắc Thung lũng Kurram và vùng tây bắc Khwezai-Baezai. Ở một số quốc gia này, bao gồm Afghanistan và Iraq, nơi ném đá là không hợp pháp, nó đã được các chiến binh, lãnh đạo bộ lạc và các quốc gia khác thực hiện theo cách phi pháp.  Ở một số quốc gia khác, bao gồm Nigeria và Pakistan, mặc dù ném đá là một hình thức trừng phạt hợp pháp, nó chưa bao giờ được thực hiện một cách hợp pháp. Việc ném đá bị lên án bởi các tổ chức nhân quyền và các bản án ném đá đã gây ra tranh cãi quốc tế. Trừng phạt ngoại tình bằng ném đá có mức độ hỗ trợ từ công chúng khác nhau trong thế giới Hồi giáo, từ 86% với người Hồi giáo ở Pakistan đến 6% với người Hồi giáo ở Albania và Bosnia. 

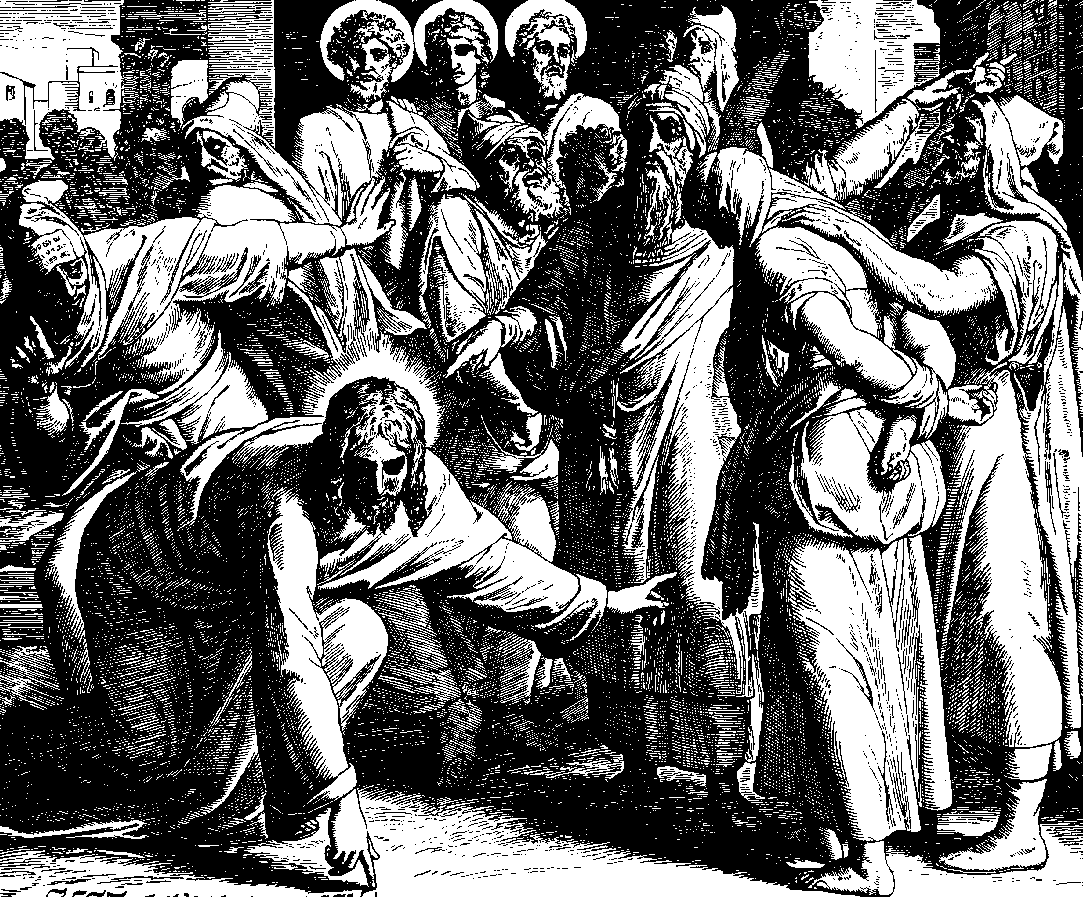
Jesus và người phụ nữ ngoại tình, tranh vẽ của Julius Schnorr von Karolsfeld, 1860, tại đó Jesus nói rằng người không có tội lỗi nào hãy ném viên đá đầu tiên.

## Kinh sách tôn giáo và pháp luật

### Do Thái giáo

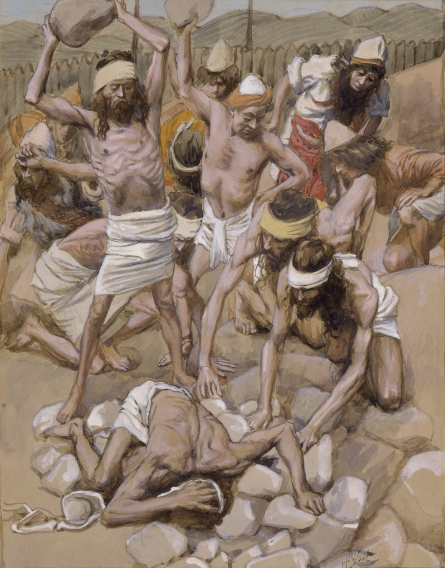
Kẻ phá hoại ngày Sa-bát bị ném đá. Tranh nghệ thuật của chuyện thuật lại trong Sách Dân số 15. James Tissot c.1900

#### Torah
Kinh Torah Do Thái (năm cuốn sách đầu tiên của Kinh thánh Do Thái: Genesis, Exodus, Leviticus, Numbers, và Deuteronomy) phục vụ như một tài liệu tham khảo tôn giáo phổ biến cho Do Thái giáo. Ném đá là phương thức thực hiện được đề cập thường xuyên nhất trong Torah. (Kẻ giết người không được nhắc đến như một hành vi phạm tội bị trừng phạt bằng cách ném đá, nhưng có vẻ như một thành viên trong gia đình nạn nhân đã được phép giết kẻ giết người;) Các tội lỗi bị trừng phạt bằng cách ném đá là:
- Chạm vào Núi Sinai trong khi Thiên Chúa ban cho Môi-se Mười Điều răn, Exodus 19:13
- Một con bò làm chết người nên bị ném đá, Exodus 21:28
- Phá vỡ ngày Sa-bát, Numbers 15:32 cường36
- Đưa "con đẻ" " cho Molech " Leviticus 20:2 -5
- Có một " ma quỷ quen thuộc " (hoặc là một thầy chiêu hồn) hoặc là một " phù thủy ", Leviticus 20:27
- Dụ dỗ người khác vào đa thần giáo, Deuteronomy 13:7
- Nguyền rủa Chúa, Leviticus 24:10
- Tham gia vào thờ phụng hình tượng, Phục truyền luật lệ ký 17: 2-7; hoặc dụ dỗ người khác làm như vậy, Deuteronomy 13:7
- "Nổi loạn" chống lại cha mẹ Deuteronomy 21:18-21.
- Kết hôn như một trinh nữ, khi không còn trinh trắng, Deuteronomy 22:13 22,1321
- Quan hệ tình dục giữa một người đàn ông và một người phụ nữ đã đính hôn với một người đàn ông khác trong thị trấn, vì cô ấy không hét lên báo động, Deuteronomy 22:23-24; cả hai người nên bị ném đá đến chết.
- Quan hệ tình dục cưỡng bức giữa một người đàn ông và một người phụ nữ đính hôn với một người đàn ông khác, trên một cánh đồng, nơi không ai có thể nghe thấy tiếng khóc của cô ấy và cứu cô ấy, Deuteronomy 22:25-27; người đàn ông nên bị ném đá.

Một trường hợp được ghi chú trong Kinh Thánh, không thuộc bất kỳ loại nào ở trên, là của Achan, bị ném đá đến chết cùng với cừu, gia súc khác và con của anh ta vì đã cướp được những vật có giá trị từ Jericho trong Cuộc chinh phạt Canaan của Joshua.

#### Mishna
Talmud mô tả bốn phương thức xử tử: ném đá, đổ chì nóng chảy xuống họng của người bị kết án, chặt đầu và thắt cổ. Mishna đưa ra danh sách những người nên bị ném đá sau đây.
"Áp dụng ném đá cho những kẻ tội lỗi sau đây  - אאלו הן הןיהן
- một người đã có quan hệ tình dục với mẹ mình - על האם
- với vợ của cha mình - עלעל
- với con dâu của mình - על
- một người đàn ông với một người đàn ông khác -
- hoặc với gia súc - על
- và tương tự là trường hợp với một người phụ nữ khỏa thân trước gia súc - האשההאשההמב
- với một lời báng bổ -
- thờ cúng biểu tượng khác - הע
- người hy sinh một trong những đứa con của mình cho Molech - הנ מז למ
- một người để ma quỷ nhập vào mình - בעל
- một phù thủy - tiếng Tây Ban Nha
- một người vi phạm ngày Sa-bát - המחללהמחלל
- một người nguyền rủa cha hoặc mẹ của mình - המקלל
- một người đã hành hung một cô gái đã hứa hôn - הבא נע סה
- một người đã thuyết phục người khác tôn thờ các biểu tượng khác - המס
- và một người đã lừa đảo cả một thị trấn - המד
- một phù thủy (nam hoặc nữ) - המכשף
- một đứa con trai bướng bỉnh và nổi loạn - בן

Vì một mình Thiên Chúa được coi là trọng tài duy nhất trong việc sử dụng hình phạt tử hình, không phải là người trần, sách Sanhedrin đã coi ném đá là cận trên giả thuyết về mức độ nghiêm trọng của hình phạt.